# Epoche (Astronomie)
Als Epoche wird in der Astronomie ein Zeitpunkt bezeichnet, auf den sich die Angaben von Himmelskoordinaten, Bahnelementen oder Ephemeriden beziehen.
Der Begriff kommt von altgriechisch ἐποχή epochḗ „Anhalten“, „Haltpunkt [in der Zeitrechnung]“; in der Astronomie speziell „fester Zeitpunkt, auf den bezogen Positionen definiert und ihre Änderungen berechnet werden“, siehe „Konstellation“.

## Grundlagen
Die Epoche kann als ein Zeitpunkt verstanden werden, in dem ein „Schnappschuss des Makrokosmos“ erstellt wird. Mit dieser Momentaufnahme werden alle relevanten Zahlenwerte festgehalten.
Für andere, nicht zu sehr abweichende Zeitpunkte können die Himmelskoordinaten von astronomischen Objekten außerhalb des Sonnensystems, insbesondere von Sternen, aus den auf eine bestimmte Epoche bezogenen Angaben durch Berücksichtigung der Präzession, d. h. der langsamen Kreiselbewegung der Erdachse, und der Eigenbewegung des Objekts berechnet werden. Dies ist bei allen genauen Messungen in Astronomie und Geodäsie von Bedeutung, aber z. B. auch für Bahnberechnungen, Raumfahrt und die Ausrichtung von Teleskopen.
Daher wird das Mittlere Äquinoktium (der Frühlingspunkt) zu diesem Zeitpunkt als Referenzpunkt aller angegebenen Koordinaten verwendet und als Äquinoktium des Datums oder Äquinoktium der Koordinaten bezeichnet.
- Die Positionsangaben Rektaszension und Deklination (Äquatorialkoordinaten) in Sternkatalogen beziehen sich immer auf eine Epoche.
- Auch die Bahnelemente von Himmelsobjekten werden für eine Epoche angegeben (tatsächlich ist die Epoche eine der 6 prinzipiellen Bahnelemente einer Keplerbahn): Bei der Berechnung für andere Zeitpunkte müssen die Bahnstörungen (Perturbationen) durch andere Himmelskörper mit einbezogen werden. Die Bahnelemente der Epoche sind oskulierend, also eine möglichst exakte Annäherung an den momentanen Zustand.
- Ephemeriden, das sind tabellierte Positionen einzelner astronomischer Objekte, meist in Azimutalkoordinaten, sind auf die jeweilige Epoche bezogen.

## Besselsche Epoche
In der Astronomie ist es oft wünschenswert, zeitabhängige Größen auf einen für alle Beobachtungsorte gleichzeitig eintretenden Zeitpunkt beziehen zu können. Für diesen Zweck wurde im 19. Jahrhundert von Friedrich Wilhelm Bessel eine Konvention für Standardepochen (siehe unten) eingeführt, welche deshalb Besselsche Epochen genannt werden.
Eine Besselsche Epoche ist ein Zeitpunkt, zu dem die mittlere Rektaszension der mittleren Ephemeridensonne (also die mittlere Position der auf den Himmelsäquator projizierten wahren Sonne), behaftet mit dem konstanten Teil der Aberration (−20,5″) und vom mittleren Äquinoktium des Datums aus gemessen, exakt 280° (oder im Stundenmaß: 18h 40m) beträgt. Diese Zeitpunkte liegen in der Nähe des 1. Januar, fallen aber von Jahr zu Jahr auf ein etwas unterschiedliches Datum. Sie werden durch Hinzufügen von „.0“ an die Jahreszahl bezeichnet. Auf diese Besselschen Standardepochen (s. u.) bezogen sich bis 1984 die Äquinoktien und Epochen der Sternkataloge, Bahndaten usw.: Die Angabe „Äquinoktium 1950.0“ bedeutete also den Beginn des Besselschen Sonnenjahres 1950.
Zur Unterscheidung von den später eingeführten Julianischen Epochen, die wie zum Beispiel J2000.0 durch ein vor die Jahreszahl gesetztes „J“ gekennzeichnet sind, wird heutzutage eine Besselsche Epoche durch ein „B“ gekennzeichnet: B1950.0.

### Besselsches Sonnenjahr
Das Besselsche Sonnenjahr oder kurz Bessel-Jahr beginnt jeweils zum Zeitpunkt einer Besselschen Epoche. Die Jahreslänge entspricht ungefähr der des tropischen Jahres von etwa 365,2422 Tagen Länge. Manche Rechnungen benutzen den Besselschen Jahresbruchteil (üblicherweise mit {\displaystyle \tau } bezeichnet), welcher vom Beginn des Besselschen Sonnenjahrs aus zu zählen ist. Manchmal bezieht sich der Jahresbruchteil auf den nächstgelegenen Beginn eines Besselschen Sonnenjahrs und ist dann in der zweiten Jahreshälfte negativ zu zählen.

### Umrechnung zwischen Besselscher Epoche und Julianischer Tageszahl
Ist {\displaystyle JD} das Julianische Datum eines beliebigen Zeitpunkts, so ist dieser in Besselscher Jahreszählung gegeben durch
{\displaystyle t_{B}=1900{,}0\,+\,(JD-2{\,}415{\,}020{,}313{\,}52)/365{,}242{\,}198{\,}781}.
Umgekehrt ist damit
{\displaystyle JD=2\,415\,020{,}313\,52\,+\,365{,}242\,198\,781(t_{B}-1900{,}0)}.
Die Zeitskala ist die Terrestrische Zeit TT.
Der hier eingehende Wert für die Länge des tropischen Jahres ergibt sich direkt aus der  Definition der Sekunde von 1960. Die Abnahme der Jahreslänge um etwa 0,5 s je Jahrhundert wird nicht berücksichtigt, so dass diese beiden Gleichungen die obige Definition der Besselschen Epoche nicht exakt widerspiegeln.

## Julianische Epoche
Da der „Besselsche Jahresbeginn“ wegen der Schalttage nicht genau auf 1. Januar mittags (12 Uhr UT) fällt, entschlossen sich die IAG und IUGG im Jahre 1984, künftig die Epochen julianisch zu definieren. Dies wird ab 1985 durch den führenden Buchstaben J anstatt B (für Bessel) charakterisiert. Zwischen zwei Julianischen Epochen liegen also genau 365,25 Tage (ein Julianisches Jahr). Zwischen zwei Epochen mit 100 Jahren Abstand also 36525 Tage, ein Julianisches Jahrhundert.
Für die Umrechnung in eine andere Julianische Epoche ist die Julianische Jahreslänge von genau 365,25 Tagen zu verwenden.

## Standardepochen
Um Messdaten, die zu verschiedenen Zeitpunkten gewonnen werden, miteinander vergleichen zu können, wird eine Standardepoche definiert, und das Äquinoktium dieses Datums trägt als Standardäquinoktium denselben Namen.
Für diesen Beobachtungszeitpunkt werden zum einen besonders genaue Sternkataloge erstellt, die ein Fundamentalsystem (als Annäherung an ein idealisiertes Inertialsystem) ermöglichen, als auch alle anderen astronomischen Basisgrößen für Raum, Zeit und Bewegung möglichst präzise katalogisiert. Auf diese können dann alle veränderlichen Größen reduziert, d. h. vereinheitlicht werden. Standardepochen wurden früher alle 25 Besselsche Epochen festgelegt, heute alle 50 Julianische Epochen.
Für die Standardepochen ergibt sich
| Epoche  | Datum, Uhrzeit                         | Julianisches Datum |
| ------- | -------------------------------------- | ------------------ |
| B1850.0 | 31. Dez. 1849, 16:52 Londoner Ortszeit | 2.396.758,203      |
| B1900.0 | 31. Dez. 1899, 19:31 GMT               | 2.415.020,313      |
| B1950.0 | 31. Dez. 1949, 22:09 UT                | 2.433.282,423      |
| J2000.0 | 01. Jan. 2000, 11:59 UTC               | 2.451.545,000      |

Die gegenwärtig für Sternkataloge und dynamische Theorien empfohlene Standardepoche ist J2000.0.
J2000.0 entspricht der Festlegung des Fundamentalsystems auf den 1. Januar 2000 12:00 TT = JD 2451545,0, was dem 1. Januar 2000, 11:58:55,816 UTC entspricht. Julianische Standardepochen werden nur noch alle 50 Julianische Jahre (18262,5 Tage) festgelegt, die nächste wird voraussichtlich J2050.0 sein.
Mit dem Übergang von B1950.0 auf J2000.0 wurde auch der vierte Präzisions-Sternkatalog auf den neuen Stand des fünften Katalogs gebracht und die etwa 2000 Fundamentalsterne durch interferometrische VLBI-Messungen zu 500 extragalaktischen Radioquellen (Quasar) abgestützt. Dadurch ist es der modernen Astrometrie möglich, das kosmische Bezugssystem und seine Veränderungen auf besser als 0,01″ zu definieren. Mit dieser Genauigkeit entspricht es nun einem echten, unbewegten Inertialsystem.
Es ist möglich, die Besselschen Epochen über das Jahr 1984 hinaus und die Julianischen Epochen für davorliegende Zeitpunkte zu berechnen. Dies ist allerdings nicht üblich.